# Nikolai Yakovlevich Kotov
Nikolai Yakovlevich Kotov (tiếng Nga: Николай Яковлевич Котов; tháng 7, 1893, Pavlograd - 10 tháng 1, 1938, Voronezh) là một chỉ huy quân sự cao cấp của Liên Xô, nhà cách mạng Nga, tư lệnh sư đoàn (1935).

## Tiểu sử
Kotov sinh vào tháng 7 năm 1893 tại Pavlograd, tỉnh Yekaterinoslav, Đế quốc Nga. Gia đình ông là địa chủ quý tộc Nga, có tài sản 40 mẫu đất, hai cửa hàng và cơ sở sản xuất nến. Cha mẹ ông có tổng cộng 5 người con: bốn con trai - Nikolai, Mikhail, Lev và Grigory - và một con gái, Elizaveta.

## Thế chiến thứ nhấtvàNội chiến
Năm 1910, ông tốt nghiệp trường thể dục nam Pavlograd và vào Đại học Novorossiysk ở Odessa. Cùng năm đó, ông gia nhập Đảng Cách mạng Xã hội chủ nghĩa. Không lâu sau, ông bỏ học đại học để binh nghiệp và vào Trường Quân sự Odessa năm 1912. Ông tốt nghiệp vào đầu Thế chiến thứ nhất và được phong cấp bậc Thiếu úy. Ông tham gia chiến đấu trong biên chế của Tập đoàn quân Đặc nhiệm (Особая армия), từng bị thương 5 lần, được thăng cấp rất nhanh chóng. Tuy vậy, ông cũng bí mật tích cực vận động cách mạng trong binh lính. Chức vụ cuối cùng của ông trong quân đội Nga hoàng là sĩ quan tham mưu cao cấp của trung đoàn, cấp bậc Trung tá.
Sau Cách mạng Tháng Hai, ông được bầu làm Chủ tịch Ủy ban Sư đoàn, Quân đoàn, đồng thời là Ủy viên Ủy ban Cách mạng Tập đoàn quân Đặc nhiệm.
Sau khi Hòa ước Brest-Litovsk ký kế và Nga rút khỏi cuộc chiến, ông đến Ukraina. Trong thời kỳ trị vì của Hetman Skoropadsky ở Ukraina, ông đã chiến đấu trong một biệt đội du kích, bị bắt và ngồi tù vài tháng.
Ông gia nhập Hồng quân từtháng 3 năm 1918. Trong cuộc Nội chiến, ông đã chiến đấu ở Mặt trận phía Nam. Năm 1918, ông được bầu làm Chủ tịch Ủy ban cách mạng huyện Pavlograd, tỉnh Ekaterinoslav. Từ tháng 12 năm 1919 đến tháng 2 năm 1920, là Chính ủy quân sự tỉnh Kharkov. Vào tháng 5 năm 1920, ông được bổ nhiệm làm chỉ huy Lữ đoàn bộ binh 121 thuộc Sư đoàn bộ binh 41, chỉ huy trưởng là J. F. Sonberg. Trên cương vị này, ông từng là người đứng đầu lực lượng phòng thủ Biển Đen và Dnieper, đồng thời là người đứng đầu đồn trú Odessa. Tháng 7 năm 1920, ông được kết nạp vào CPSU(b).

## Thời hậu chiến
Từ năm 1921, ông chỉ huy Trung đoàn bộ binh 361 thuộc Sư đoàn bộ binh 41, rồi Lữ đoàn 133 thuộc Sư đoàn bộ binh 45, rồi Lữ đoàn 70 thuộc Sư đoàn súng trường Simbirsk số 24. Năm 1922, ông tốt nghiệp khóa học cao cấp tại Học viện quân sự Hồng quân. Từ năm 1922, ông lần lượt giữ các chức vụ tư lệnh Sư đoàn 24 rồi Sư đoàn 23 Bộ binh.
Từ năm 1923, ông phục vụ trong bộ máy trung ương của Hồng quân. Tháng 6 năm 1923, ông được bổ nhiệm đảm nhiệm các nhiệm vụ đặc biệt của Cục huấn luyện và phục vụ quân đội thuộc Văn phòng Trợ lý Tham mưu trưởng số 1 Hồng quân. Khi đó, chức vụ Trợ lý Tham mưu trưởng số 1 của Hồng quân do B.M. Shaposhnikov đảm nhiệm. Tháng 4 năm 1924, ông được chuyển sang giữ chức vụ Trợ lý Trưởng Ban Huấn luyện Chiến đấu của Hồng quân. Kể từ tháng 11 cùng năm - trợ lý thanh tra bộ binh Hồng quân.
Từ năm 1926, ông phục vụ ở nhiều vị trí khác nhau, bao gồm cả giảng dạy, trong các cơ sở giáo dục quân sự. Ban đầu ông phục vụ tại Học viện Quân sự M. V. Frunze. Từ tháng 9 năm 1926, ông là phụ tá của học viện. Từ năm 1929 - trợ lý cho người đứng đầu học viện R.P. Eideman và chánh văn phòng của học viện. Năm 1930, ông được cử từ học viện đi công tác ở Đức. Từ tháng 4 năm 1931 - Tham mưu trưởng Học viện Kỹ thuật Quân sự Hồng quân.
Năm 1932, ông được chuyển sang phục vụ trong lực lượng không quân. Cuối năm 1932, ông được ghi danh là sinh viên khoa tác chiến của Học viện Không quân Hồng quân. Năm 1933, có thời gian ông là trưởng phòng chỉ huy của học viện này. Vào tháng 12 năm 1933, ông được bổ nhiệm làm hiệu trưởng Trường Chiến thuật và Phi hành Cao cấp Lipetsk mới thành lập của Lực lượng Không quân Hồng quân. Ngày 26 tháng 11 năm 1935, ông được phong quân hàm sư đoàn trưởng.

## Bắt giữ và xử tử
Tháng 6 năm 1937, ông bất ngờ bị chuyển thuộc về Cục Chỉ huy Tham mưu Hồng quân. Ngày 6 tháng 9 năm 1937, Kotov bị bắt và bị giam trong một nhà tù ở Voronezh. Vợ, con trai và con gái của ông cũng bị bắt giữ. Kotov bị buộc tội là gián điệp của Đức, tham gia vào một âm mưu quân sự để lật đổ hệ thống xã hội chủ nghĩa và khôi phục chủ nghĩa tư bản trong Liên Xô, các hoạt động lật đổ và phá hoại trong Hồng quân. Nguồn gốc của cáo buộc này xuất phát từ gốc gác quý tộc gia đình ông, cộng với việc 2 người em của ông - Mikhail và Lev - từng phục vụ cho lực lượng của Anton Denikin trong Nội chiến, sau đó lưu vong đến Pháp và đang sống trong Paris. Cáo buộc cũng nhấn mạnh việc Kotov trong một chuyến công tác đến Đức, ông đã có những liên hệ với các sĩ quan Đức và từng ăn tối với họ tại Nhà hàng Bonbanier ở Berlin. Trên thực tế, ông là nạn nhân trong một vụ thanh trừng trong quân đội, chỉ vì ông từng được cấp trên của mình là Eidemann, người đã bị kết án và xử bắn cùng với Tukhachevsky chuyển nhờ một bức thư của một đại tá Đức tên là List. Trong quá trình điều tra, ông bị ép buộc phải nhận tội tham gia vào một âm mưu phát xít quân sự. Ngày 10 tháng 1 năm 1938, ông bị đưa ra xét xử và đã phải xác nhận lời thú nhận của mình tại phiên tòa. Kotov bị phán án tử hình và bị xử bắn trong cùng một ngày tại nhà tù thành phố Voronezh.
Mãi đến ngày 4 tháng 6 năm 1957, Kotov mới được Tòa án Quân sự tối cao ra phán quyết phục hồi danh dự.

## Giải thưởng
- Huân chương Cờ đỏ (1921)[4]
- Huân chương Danh dự (1936)

## Trong văn hóa
Nhân vật Sư đoàn trưởng Sergey Kotov trong bộ phim Cháy bỏng dưới ánh mặt trời được xem là có nhiều điểm tương đồng với Nikolai Kotov.